# 高砂燕灰蝶
高砂燕灰蝶（学名：Rapala takasagonis），又名高沙子燕灰蝶、高砂小灰蝶、高砂長尾灰蝶、高砂痣灰蝶，为灰蝶科燕灰蝶屬下的一个种。

## 描述
雌雄二型性不明顯。雄蝶頭部褐色，額白色，複眼具白色輪緣及毛；觸角褐色且有白環；口器黑褐色，下唇鬚前伸、漸細且末端白色（第三節褐色）。胸部背面褐色、腹面灰色；腹部背面褐色、腹面乳黃色；足黑褐色帶白條紋，前足跗節癒合且末端彎曲尖銳。
前翅長18-21 mm，呈三角形，前緣直，後緣於第二性徵處外凸，近翅頂略突出；後翅卵形，臀區有葉狀突和CuA2脈端的絲狀尾突。翅背面黑褐帶紫藍色光澤；腹面底色褐色，中央線紋外側鑲白邊，中室末端短條紋鑲褐色邊；亞外緣為寬淡褐色帶，後翅CuA1室有橙色弦月紋黑斑，CuA2室具金屬藍鱗黑斑；臀區葉狀突黑色，帶橙色紋和藍鱗；前翅後緣外凸處具褐色毛束，Sc+R1脈基部有灰方形性標。緣毛多褐色，後翅臀區內側為白色。
雌蝶與雄蝶相似，但複眼毛較少，前足跗節未癒合，翅背面呈紫色光澤，無第二性徵特徵。

## 分佈
本種為臺灣特有，主要分布於本島中、北部的低至中海拔地區。

## 棲地
主要棲息於常綠闊葉林，一年多代，飛行敏捷，會訪花。幼蟲以多種闊葉樹的花與花苞為食，如大麻科山黃麻、千屈菜科九芎、無患子科賽欒華等。